# خالد محمد (کارگردان)
خالد محمد (انگلیسی: Khalid Mohamed) کارگردان فیلم، فیلم‌نامه‌نویس، روزنامه‌نگار و منتقد اهل هند است.

## فیلم‌شناسی

### کارگردان فیلم و فیلم‌نامه‌نویس
- زنجیر, ۲۰۰۵
- تهذیب, ۲۰۰۳ اقتباس از اینگمار برگمان سونات پاییزی (سونات پاییزی) ۱۹۷۸
- تاریخ, ۲۰۰۳
- فضا, ۲۰۰۰

### فیلم‌نامه‌نویس
- زبیدا, ۲۰۰۱
- سرداری بیگم, ۱۹۹۶
- مامو, ۱۹۹۴